# Ramiro Herrera
Ramiro Herrera (Comodoro Rivadavia, 14 de febrero de 1989) es un jugador argentino de rugby que se desempeña en el puesto de pilar. Fue integrante de la selección de Argentina, Los Pumas, que dispuó la Copa Mundial de Rugby de 2015.
Formado en Chenque Rugby Club, de Chubut, hizo su debut en primera en Hindú Club de la URBA para jugar en 2013 en la Vodacom Cup sudafricana con el equipo argentino Pampas XV. En el año 2014 jugó para Castres Olympique en el Top 14 de Francia.
En 2016 retornó a Argentina para jugar con los Jaguares, la franquicia de la UAR en el Super Rugby. En 2017 viajó nuevamente a Francia para jugar con Stade Français Paris, y dos años después en Stade Rochelais. En 2022 dejó el rugby profesional para jugar en Hindú.